# توماس روبنز
توماس روبنز (بالإنجليزية: Thomas Robbins)‏ هو أمين مكتبة أمريكي، ولد في 11 أغسطس 1777 في نورفولك في الولايات المتحدة، وتوفي في 13 سبتمبر 1856 في كوليبروك في الولايات المتحدة.